# 来島城
来島城（くるしまじょう）は、愛媛県今治市波止浜沖の来島にある日本の城（島城）。村上水軍の根拠地の一つ。2016年（平成28年）4月、日本遺産「日本最大の海賊の本拠地」の構成文化財に認定された。

## 概要
周囲約1キロメートルの来島全土を水軍要塞化した城で、南北約220メートル・東西約40メートルに広がった南北一列の梯郭式の中世城郭である。最北部に本丸があり、二ノ丸・三ノ丸が南に続いている。本丸直下の島中央部に来島氏の居館がある。また島の東南には出城が存在し、島周囲の岩礁にはかつての桟橋柱跡が多く残っている。
築城は15世紀中頃とみられる。村上義顕の三男吉房が来島に分家した際に築いたものである。吉房子孫の来島村上氏（のち来島氏・久留島氏）は、6代約160年にわたって来島城を本拠地とした（戦時の防衛拠点としての居城であり、平時の居館は対岸の波方浦に存在した）。
天正10年（1582年）、来島氏は因島氏とともに河野氏を裏切り織田信長側についたため、毛利氏、河野氏や能島氏による攻撃を受け、村上（来島）通総は備中国にあった羽柴秀吉の下に逃走した。来島氏の来島復帰は本能寺の変後の天正12年（1584年）で、秀吉と毛利氏の和睦の結果である。その後四国征伐に通総が先鋒として伊予を攻め、通総は秀吉から風早郡1万4千石を与えられた。
関ヶ原の戦いの後、西軍に属した来島長親は所領を没収された。のちに来島氏は豊後国玖珠郡森で大名に復帰したが来島に戻ることは無く、来島城は廃城となった。